# Rock Around the Bunker
Rock around the bunker (рус. Рок вокруг бункера) — второй концептуальный альбом 1975 года французского поэта, композитора, автора и исполнителя песен Сержа Генсбура, содержащий песни, аранжированные в стиле 1950-х годов с едкими сатирическими текстами о нацистской Германии и Второй мировой войне.

## Об альбоме
Отдав дань моде на так называемые концептуальные альбомы, которые появилась в англоязычной музыке второй половины 1960-х гг, Серж Генсбур первым во Франции начал сам создавать концептуальные альбомы с песнями, объединёнными тематически или связанными между собой сюжетно.
В альбоме Rock around the bunker используются различные жанры, в частности рокабилли и ритм-энд-блюз, но все песни объединены темой нацистской Германии. Певец был сам вынужден носить жёлтую звезду в 1942 году. Композиция Nazi Rock, является отсылом к «Ночи длинных ножей». Tata teutonne, Zig-zig avec toi, Est-ce est-ce si bon? изображают различные персонажи нацистов. Yellow Star — песня о жёлтой звезде. SS in Uruguay о жизни в эмиграции после войны скрывающихся от мести и суда нацистов. Композиции Eva и Smoke Gets in Your Eyes посвящены Еве Браун, а J’entends des voix off, самому Гитлеру. Позднее выяснилось, что Серж Генсбур написал для этого альбома песню под названием Le silence du pape (Молчание Папы, но он отказался включить её в альбом, опасаясь возможных враждебных реакций, католических кругов, подобных тем, которые сопровождали выпуск Я тебя люблю … Я тебя тоже нет.

## Список композиций
Автор музыки и текстов — Серж Генсбур (кроме указанных особо):
1. Nazi Rock — 3:10
2. Tata teutonne — 2:48
3. J’entends des voix off — 2:05
4. Eva — 3:13
5. Smoke Gets in Your Eyes (Джером Керн, Отто Харбак) — 3:28
6. Zig-zig avec toi (Sieg-sieg avec toi) — 3:39
7. Est-ce est-ce si bon? (SS si bon?) — 3:16
8. Yellow Star — 1:40
9. Rock Around the Bunker — 3:25
10. SS in Uruguay — 2:16